# Грубешич, Никола
Никола Грубешич (сербохорв. Никола Грубјешић; 29 июня 1984, Шабац, Мачванский округ, СР Сербия, Югославия) — сербский футболист, выступающий на позиции нападающего. Играл в высших дивизионах Сербии, Израиля, Греции, Боснии и Венгрии.

## Биография
Воспитанник юношеских команд белградского «Партизана». На взрослом уровне начал выступать в составе белградской команды «Телеоптик», являвшейся фарм-клубом «Партизана». В сезоне 2003/04 в составе этой команды забил 18 голов в третьем дивизионе, в том же сезоне был приглашён в первую команду «Партизана» и дебютировал в её составе в высшем дивизионе Югославии. В сезоне 2004/05 стал основным игроком, сыграл 23 матча и забил 12 голов, а его команда стала чемпионом страны. Однако на следующий сезон потерял место в основе и был отдан в аренду в «Вождовац».
В 2006 году перешёл в российский «КАМАЗ». В его составе провёл четыре сезона в первом дивизионе, за это время сыграл 64 матча и забил 13 голов в чемпионате, а также сыграл 4 матча в Кубке России.
Вернувшись в Сербию, выступал в высшем дивизионе за «Чукарички». Затем снова уехал за границу и выступал в Израиле за «Хапоэль» (Хайфа), в Греции за «Ларису» и в Боснии за «Леотар». В 2014 году играл во втором дивизионе Швеции за «Сюрианска». Весной 2015 года перешёл в венгерский клуб «Палхалма» из Дунауйвароша, но не смог помочь команде удержаться в высшем дивизионе, затем снова вернулся в Швецию. В мае 2017 года перешёл в филиппинский «Давао Агилас».
В начале карьеры сыграл три матча за молодёжную сборную Сербии и Черногории, все три — против сверстников из Македонии, и забил в них три гола.
По состоянию на январь 2020 года — тренер юношеской команды «Партизана».

## Личная жизнь
Женат, двое дочерей.
Отец, Павле Грубешич (1953—1999), тоже был футболистом и сыграл в 1970-е годы более 100 матчей за «Партизан».